# رجینا بیانکی
رجینا بیانکی (ایتالیایی: Regina Bianchi؛ ‏ ۱ ژانویهٔ ۱۹۲۱ – ۵ آوریل ۲۰۱۳) بازیگر اهل ایتالیا بود.
از فیلم‌ها یا برنامه‌های تلویزیونی که وی در آن نقش داشته‌است، می‌توان به روزنگار سیاه، آخرین داوری، یک داستان میلانی، با صدای بلند شلیک کن و گاما اشاره کرد. بیانکی برنده جایزه انجمن ملی فیلم ایتالیا بهترین بازیگر نقش مکمل زن در سال ۱۹۶۳ و ۱۹۹۶ شده‌است.